# ICD-10 第十三章：肌肉骨骼系统和结缔组织疾病

## M00-M25 关节病
M00-M25 关节病

### M00-M03 传染性关节病
- M00 化脓性关节炎
- M01 分类于他处的传染病和寄生虫病引起的关节的直接感染
- M02 反应性关节病
- M03 分类于他处的疾病引起的感染后和反应性关节病

### M05-M14 炎性多关节病
- M05 血清反应阳性类风湿性关节病
- M06 其他类风湿性关节炎
- M07 牛皮癣性和肠病性关节病
- M08 幼年型关节炎
- M09 分类于他处的疾病引起的幼年型关节炎
- M10 痛风
- M11 其他晶体性关节病
- M12 其他特指的关节病
- M13 其他关节炎
- M14 分类于他处的其他疾病引起的关节病

### M15-M19 关节病
- M15 多关节病
- M16 髋关节病
- M17 膝关节病
- M18 第一腕掌关节的关节病
- M19 其他关节病

### M20-M25 其他关节疾患
- M20 手指和脚趾的后天性变形
- M21 四肢其他后天性变形
- M22 髌骨疾患
- M23 膝内部紊乱
- M24 其他特指的关节紊乱
- M25 其他关节疾患，不可归类在他处者

## M30-M36 全身性结缔组织疾患
M30-M36 全身性结缔组织疾患
- M30 结节性多动脉炎和有关情况
- M31 其他坏死性血管病
- M32 全身性红斑狼疮
- M33 皮多肌炎
- M34 全身性硬皮病
- (M35) 结缔组织的其他全身性受累
  - (M35.0) 干燥综合征 (修格连氏症候群，或者舍格伦综合征)* M36 分类于他处的疾病引起的全身性结缔组织疾患

## M40-M54 背部病
M40-M54 背部病

## M40-M43 变形性背部病
- M40 脊柱后凸和脊柱前凸
- M41 脊柱侧凸
- M42 脊柱骨软骨病
- M43 其他变形性背部病

## M45-M49 脊椎病
- M45 关节强硬性脊椎炎
- M46 其他炎性脊椎病
- M47 脊椎关节强硬
- M48 其他脊椎病
- M49 分类于他处的疾病引起的脊椎病

## M50-M54 其他背部病
- M50 颈椎间盘疾患
- M51 其他椎间盘疾患
- M53 其他背部病，不可归类在他处者
- M54 背痛

## M60-M79 软组织疾患
M60-M79 软组织疾患

### M60-M63 肌肉疾患
- M60 肌炎
- M61 肌肉钙化和骨化
- M62 肌肉其他疾患
- M63 分类于他处的疾病引起的肌肉疾患

### M65-M68 滑膜和肌腱疾患
- M65 滑膜炎和腱鞘炎
- M66 滑膜和肌腱的自发性破裂
- M67 滑膜和肌腱的其他疾患
- M68 分类于他处的疾病引起的滑膜和肌腱疾患

### M70-M79 其他软组织疾患
- M70 与使用、过度使用和压迫有关的软组织疾患
- M71 其他粘液囊病
- M72 成纤维细胞疾患
- M73 分类于他处的疾病引起的软组织疾患
- M75 肩损害
- M76 下肢肌腱端病，不包括足
- M77 其他肌腱端病
- M79 其他软组织疾患，不可归类在他处者

## M80-M94 骨病和软骨病
M80-M94 骨病和软骨病

### M80-M85 骨密度和结构的疾患
- M80 骨质疏松，伴病理性骨折
- M81 骨质疏松，不伴有病理性骨折
- M82 分类于他处的疾病引起的骨质疏松
- M83 成人骨软化
- M84 骨连续性疾患
- M85 骨密度和结构的其他疾患

### M86-M90 其他骨病
- M86 骨髓炎
- M87 骨坏死
- M88 骨佩吉特病（变形性骨炎）
- M89 骨的其他疾患
- M90 分类于他处的疾病引起的骨病

### M91-M94 软骨病
- M91 髋和骨盆的幼年型骨软骨病
- M92 其他幼年型骨软骨病
- M93 其他骨软骨病
- M94 软骨的其他疾患

## M95-M99 肌肉骨骼系统和结缔组织的其他疾患
M95-M99 肌肉骨骼系统和结缔组织的其他疾患
- M95 肌肉骨骼系统和结缔组织的其他后天性变形
- M96 操作后肌肉骨骼疾患，不可归类在他处者
- M99 生物力学损害，不可归类在他处者